# Solenopsis provincialis
Solenopsis provincialis är en myrart som beskrevs av Bernard 1950. Solenopsis provincialis ingår i släktet eldmyror, och familjen myror. Inga underarter finns listade i Catalogue of Life.